# Baten Kaitos Origins
Baten Kaitos Origins, chamado no Japão de Baten Kaitos II: Beginning of the Wings and the Heir of the Gods (バテン・カイトスII 始まりの翼と神々の嗣子, Baten Kaitosu II: Hajimari no Tsubasa to Kamigami no Shishi), é um jogo eletrônico de RPG desenvolvido pela tri-Crescendo e Monolith Soft e publicado pela Nintendo. Ele foi lançado exclusivamente para Nintendo GameCube em fevereiro de 2006 no Japão e em setembro do mesmo ano na América do Norte. É uma prequela de Baten Kaitos: Eternal Wings and the Lost Ocean de 2003, se passando vinte anos antes do original.